# Santa Cesarea Terme
Santa Cesàrea Terme (Santa Cisaria in dialetto salentino, fino al 1929 chiamata Santa Cesarea)  è un comune italiano di 2 779 abitanti della provincia di Lecce in Puglia.
Situato sulla costa orientale della penisola salentina, all'imbocco del Canale d'Otranto, è uno dei centri a maggiore vocazione turistica del Salento. È una stazione idrotermale.

## Geografia fisica

### Territorio
Il territorio del comune di Santa Cesarea Terme, che occupa una superficie di 26,66 km² nella parte più orientale della provincia di Lecce, è compreso tra gli 0 e i 129 metri sul livello del mare. Presenta una morfologia pianeggiante all'interno, con distese di uliveti secolari, e una fascia costiera alta e frastagliata con faraglioni, grotte e piccole baie. 

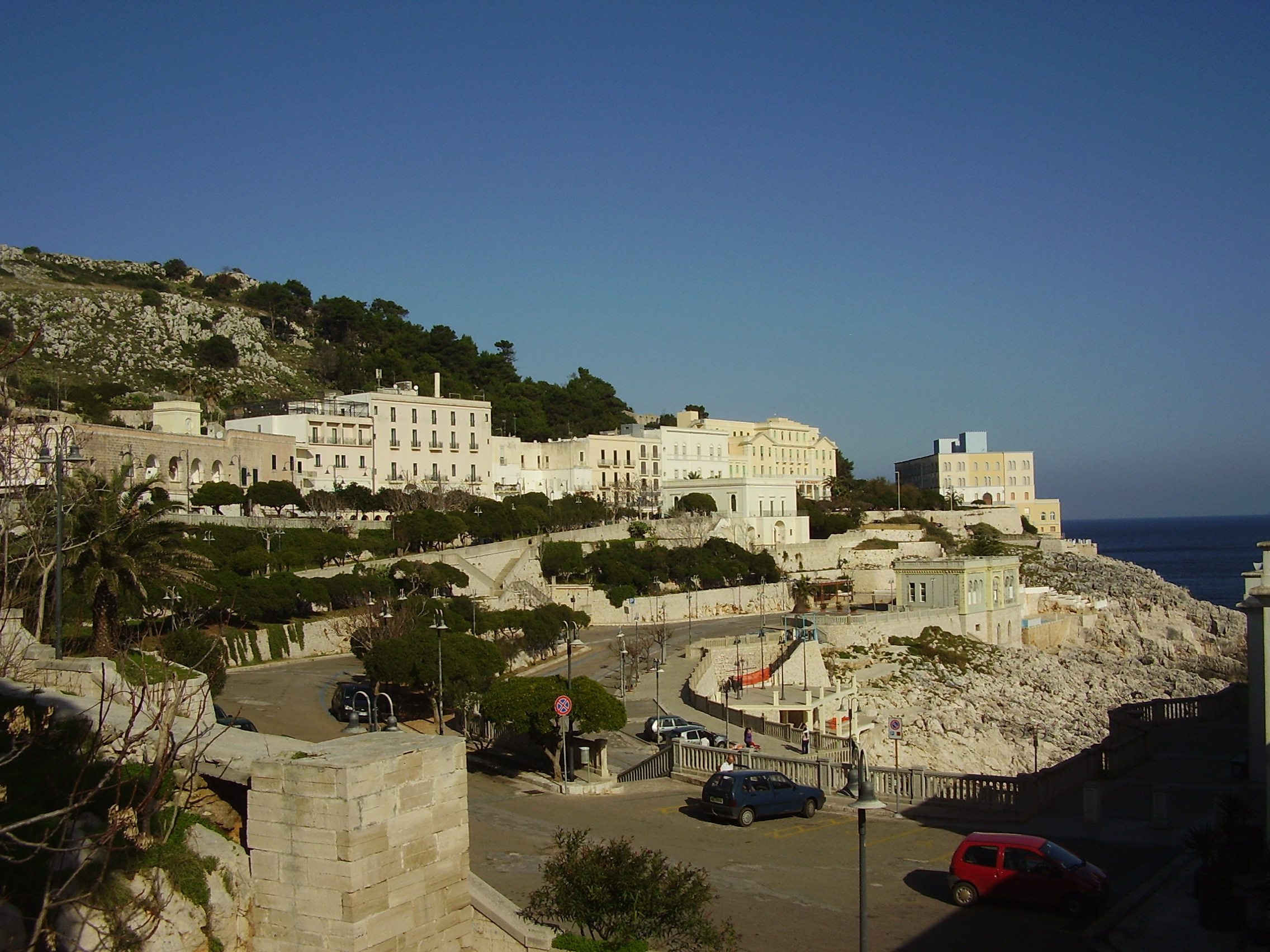
Santa Cesarea Terme

L'abitato di Santa Cesarea Terme è arroccato su un ripiano della scogliera che si affaccia sul Canale d'Otranto ed è attraversato dalla strada litoranea che collega Otranto a Santa Maria di Leuca. La località è caratterizzata dalla presenza di sorgenti termali di acque sulfureo-salso-bromoiodiche che sgorgano a una temperatura di 30° in quattro grotte denominate Gattulla, Solfurea, Fetida e Solfatara.
Dall'ottobre 2006 parte del suo territorio rientra nel Parco Costa Otranto - Santa Maria di Leuca e Bosco di Tricase istituito dalla Regione Puglia allo scopo di salvaguardare la costa orientale del Salento, ricca di pregiati beni architettonici e di importanti specie animali e vegetali.
Bagnato ad est dal Mar Adriatico, confina a nord con i comuni di Otranto e Uggiano la Chiesa, ad ovest con i comuni di Minervino di Lecce e Poggiardo, a sud con i comuni di Ortelle e Castro.
- Classificazione sismica: zona 4 (sismicità molto bassa), Ordinanza PCM n. 3274 del 20/03/2003

### Clima
Dal punto di vista meteorologico Santa Cesarea Terme rientra nel territorio del basso Salento che presenta un clima prettamente mediterraneo, con inverni miti ed estati caldo umide. In base alle medie di riferimento, la temperatura media del mese più freddo, gennaio, si attesta attorno ai +9 °C, mentre quella del mese più caldo, agosto, si aggira sui +25,1 °C. Le precipitazioni medie annue, che si aggirano intorno ai 676 mm, presentano un minimo in primavera-estate ed un picco in autunno-inverno. 
Facendo riferimento alla ventosità, i comuni del basso Salento risentono debolmente delle correnti occidentali grazie alla protezione determinata dalle Serre salentine che creano un sistema a scudo. Al contrario le correnti autunnali e invernali da Sud-Est, favoriscono in parte l'incremento delle precipitazioni, in questo periodo, rispetto al resto della penisola.
| Santa Cesarea Terme        | Mesi | Mesi | Mesi | Mesi | Mesi | Mesi | Mesi | Mesi | Mesi | Mesi | Mesi | Mesi | Stagioni | Stagioni | Stagioni | Stagioni | Anno |
| Santa Cesarea Terme        | Gen  | Feb  | Mar  | Apr  | Mag  | Giu  | Lug  | Ago  | Set  | Ott  | Nov  | Dic  | Inv      | Pri      | Est      | Aut      | Anno |
| -------------------------- | ---- | ---- | ---- | ---- | ---- | ---- | ---- | ---- | ---- | ---- | ---- | ---- | -------- | -------- | -------- | -------- | ---- |
| T. max. media (°C)         | 12,4 | 13,0 | 14,8 | 18,1 | 22,6 | 27,0 | 29,8 | 30,0 | 26,4 | 21,7 | 17,4 | 14,1 | 13,2     | 18,5     | 28,9     | 21,8     | 20,6 |
| T. min. media (°C)         | 5,6  | 5,8  | 7,3  | 9,6  | 13,3 | 17,2 | 19,8 | 20,1 | 17,4 | 13,7 | 10,1 | 7,3  | 6,2      | 10,1     | 19,0     | 13,7     | 12,3 |
| Precipitazioni (mm)        | 80   | 60   | 70   | 40   | 29   | 21   | 14   | 21   | 53   | 96   | 109  | 83   | 223      | 139      | 56       | 258      | 676  |
| Umidità relativa media (%) | 79,0 | 78,9 | 78,6 | 77,8 | 75,7 | 71,1 | 68,4 | 70,2 | 75,4 | 79,3 | 80,8 | 80,4 | 79,4     | 77,4     | 69,9     | 78,5     | 76,3 |

- Classificazione climatica di Santa Cesarea Terme:[7]
  - Zona climatica: C
  - Gradi giorno: 1178

## Storia
Sebbene le proprietà benefiche delle acque fossero note già dall'antichità, la nascita di un centro urbano a Santa Cesarea avvenne molto tardi (negli ultimi anni dell'800), a causa dell'isolamento dovuto alle asperità del territorio. Solo dopo la costruzione di una strada agevole, nel XIX secolo, ebbe inizio lo sviluppo della cittadina termale. Lo sfruttamento delle acque solfuree e dei fanghi termali risale al II secolo a.C. e su questo oggi si basa l'economia della città. Le acque curative sgorgano da quattro grotte: la Gattulla, la Solfatara, la Solfurea e la Fetida. Il mito pagano collega la genesi delle acque solfuree al disfacimento dei corpi dei giganti Leuterni, uccisi da Eracle. La versione cristiana vuole invece che Cesarea, o Cisaria, fosse una fanciulla con la precoce vocazione alla vita monastica. Il malvagio padre invece la voleva costringere ad accondiscendere ai suoi incestuosi propositi, e all'ennesimo rifiuto di Cesarea, egli la inseguì per ucciderla. Giunti in riva al mare la fanciulla, nascostasi in una grotta per sfuggire alle ire paterne, fu salvata dalle fiamme che avvolsero il padre, inghiottito poi dal mare.
Il centro, che si sviluppa con il nome di Marina di Santa Cesarea, dipese amministrativamente da Ortelle fino al 1913. Con legge 25 giugno 1913, n. 753, si stabilì la costituzione di un comune autonomo con il nome di Santa Cesarea (al quale nel 1929 si aggiunse la specificazione Terme) che comprendesse anche le frazioni di Cerfignano, amministrata da Minervino di Lecce, e Vitigliano, amministrata da Ortelle.

### Simboli
Lo stemma e il gonfalone sono stati concessi con decreto del presidente della Repubblica del 26 giugno 1973.
Il gonfalone è un drappo troncato di rosso e di bianco.

## Monumenti e luoghi d'interesse

### Architetture religiose

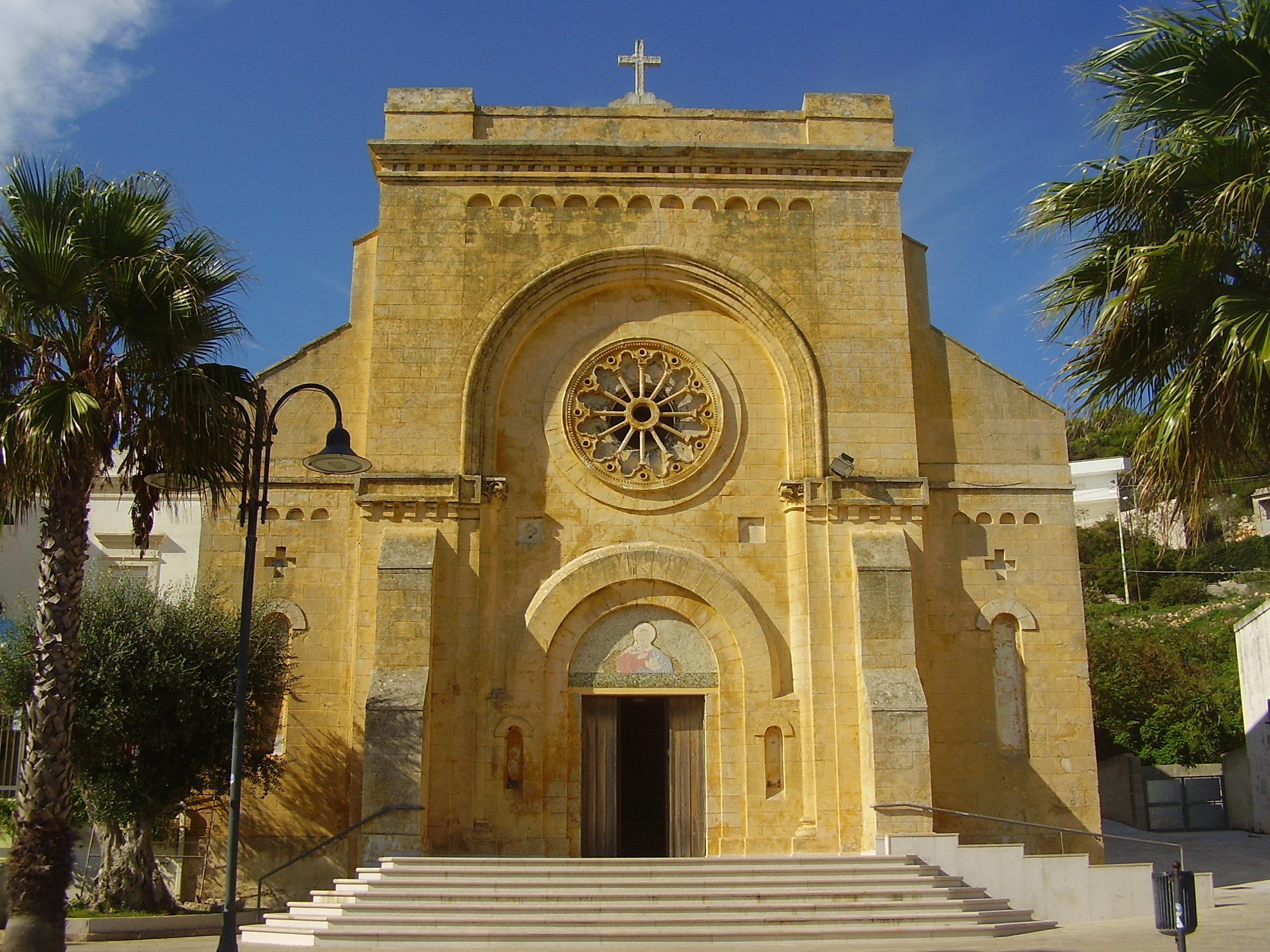
Chiesa madre del Sacro Cuore

#### Chiesa madre del Sacro Cuore di Gesù
La chiesa madre del Sacro Cuore di Gesù, sorta nel XIV secolo sul luogo dove secondo la tradizione morì la Vergine Cesaria, venne affidata nel 1924 ai Frati Minori che la sostituirono con una nuova costruzione. Venne elevata a parrocchia nel 1954. Presenta una sobria facciata con portale e rosone centrali. L'interno, a tre navate, termina nel presbiterio che accoglie l'altare maggiore sovrastato dalla statua del Sacro Cuore di Gesù. Di interesse artistico è la statua in cartapesta di Santa Cesaria Vergine.

#### Altre chiese
Cerfignano
- Chiesa della Visitazione di Maria Vergine
- Chiesa dell'Immacolata Concezione
- Cappella di San Giuseppe
- Cappella della Madonna di Costantinopoli
- Cappella di Sant'Antonio
- Cappella della Madonna dell'Idri

Vitigliano
- Chiesa di San Michele Arcangelo
- Chiesa di Maria Ss.ma Addolorata

### Architetture civili

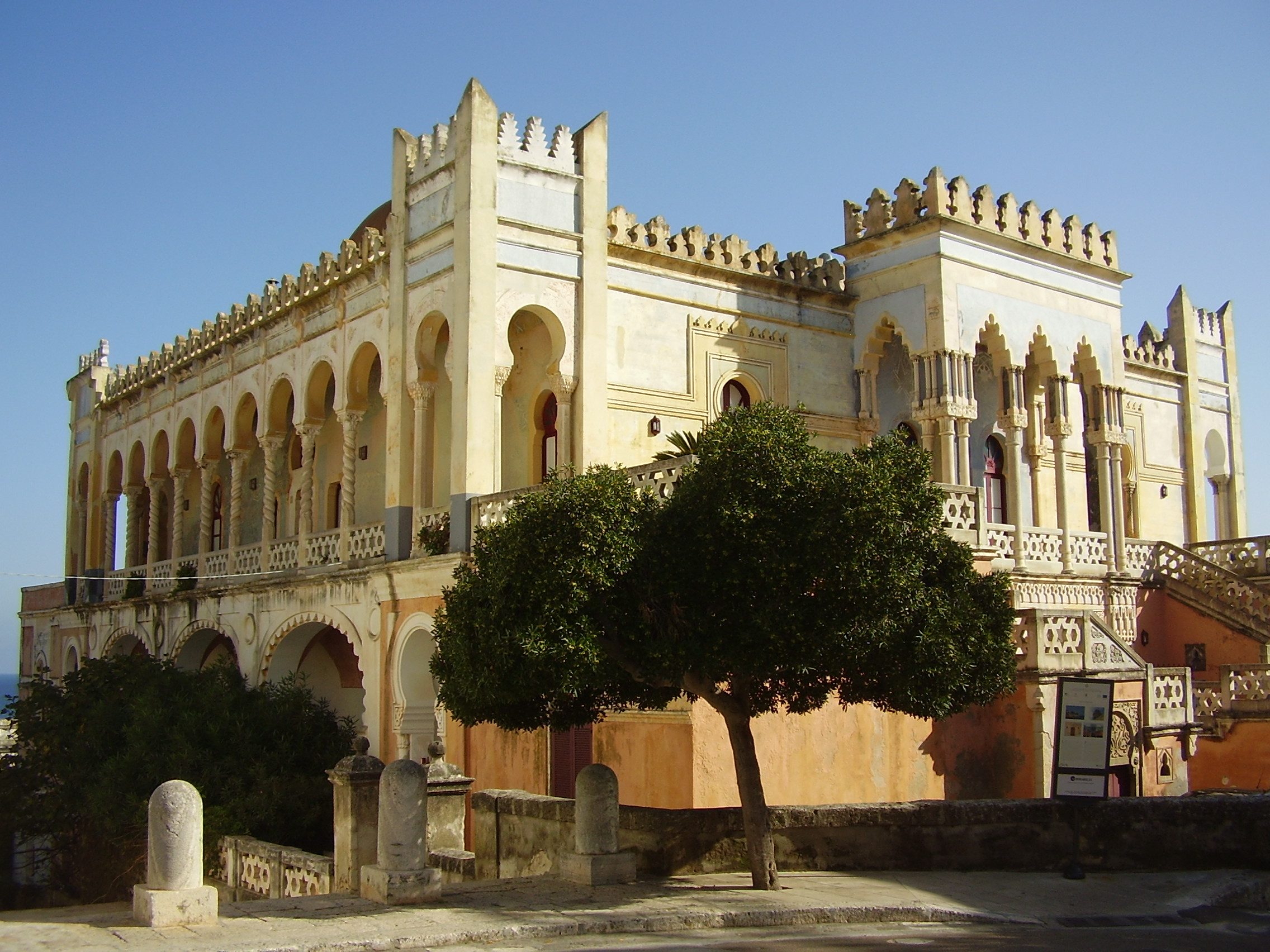
Villa Sticchi

#### Villa Sticchi
La villa costituisce una delle più importanti espressioni dello stile moresco, genere diffuso nell'Ottocento in alcune località balneari del Salento. L'edificio, posto su uno sperone roccioso a 20 metri s.l.m., venne edificato tra il 1894 e il 1900 per volontà di Giovanni Pasca, primo concessionario dello sfruttamento termale di Santa Cesarea. I lavori furono affidati all'ingegnere Pasquale Ruggieri.
All'esterno, la struttura è circondata su tre lati da un porticato con archi poggianti su colonne tortili. La facciata si articola su due piani, collegati da una duplice rampa di scale culminante in un'ampia loggia con trifora. Delicati intagli nella pietra leccese, opera di maestranze locali, impreziosiscono porte e finestre; rimangono deboli tracce delle pitture in bianco, azzurro e rosso con arabeschi, stelle e motivi floreali. La grande cupola era accompagnata da quattro più piccole poste sopra le torri angolari. Il rivestimento esterno della cupola presentava motivi geometrici realizzati con intonaci riflettenti, secondo i dettami dell'architettura islamica.
All'interno, non visitabile, gli ambienti principali si sviluppano lungo un asse, con il vestibolo, il salone rettangolare e il vano absidato che sporge sulla terrazza. I pavimenti dei vani sono realizzati a mosaico con disegni geometrici.

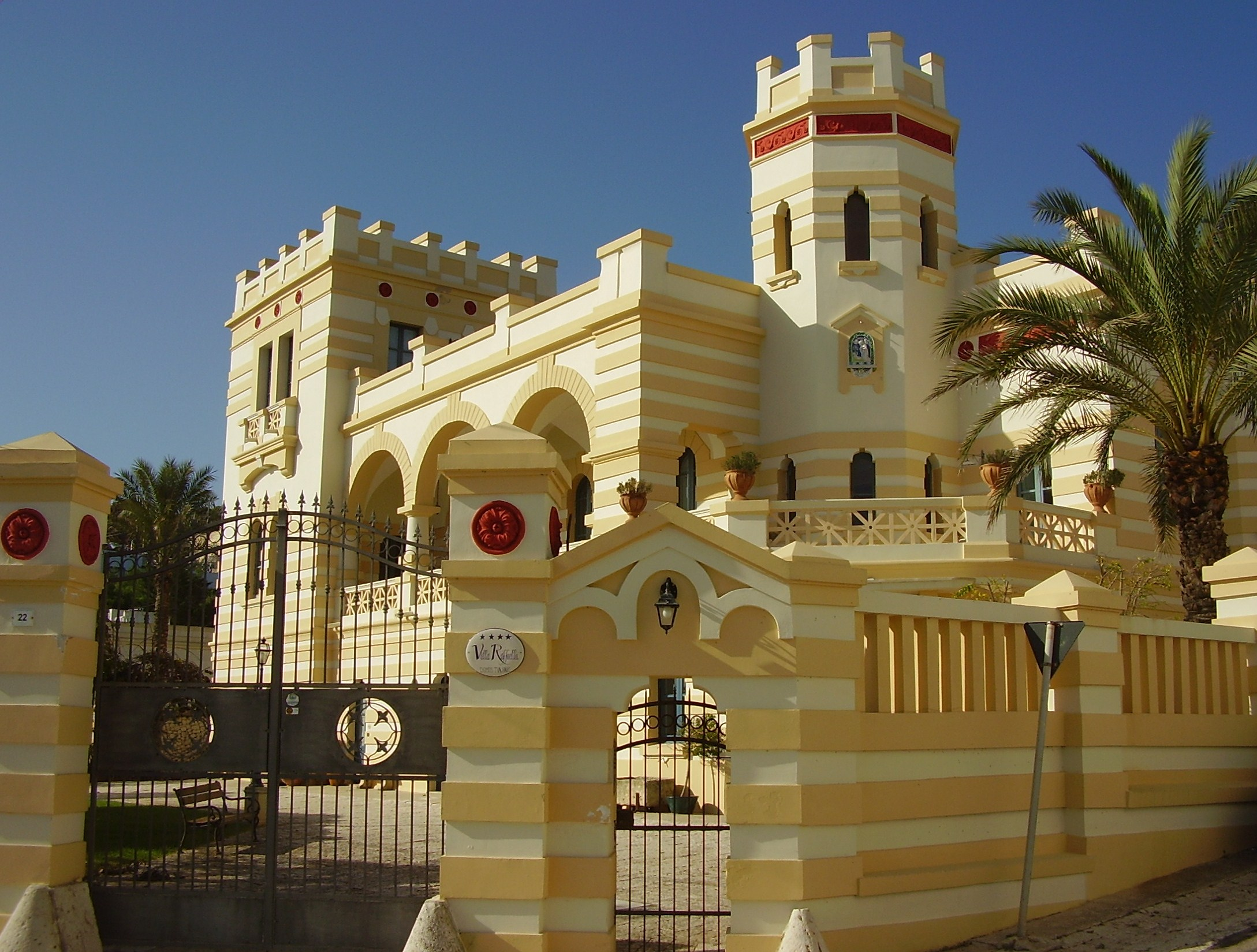
Villa Raffaella

#### Villa Raffaella
La villa fu edificata nella seconda metà dell'Ottocento come residenza estiva della baronessa Raffaella della famiglia Lubelli. Artefice dell'opera fu Emilio Corti, celebre architetto e ingegnere milanese, già autore dell'edificio che ospita lo stabilimento termale di Santa Cesarea. Lo stile è eclettico. 

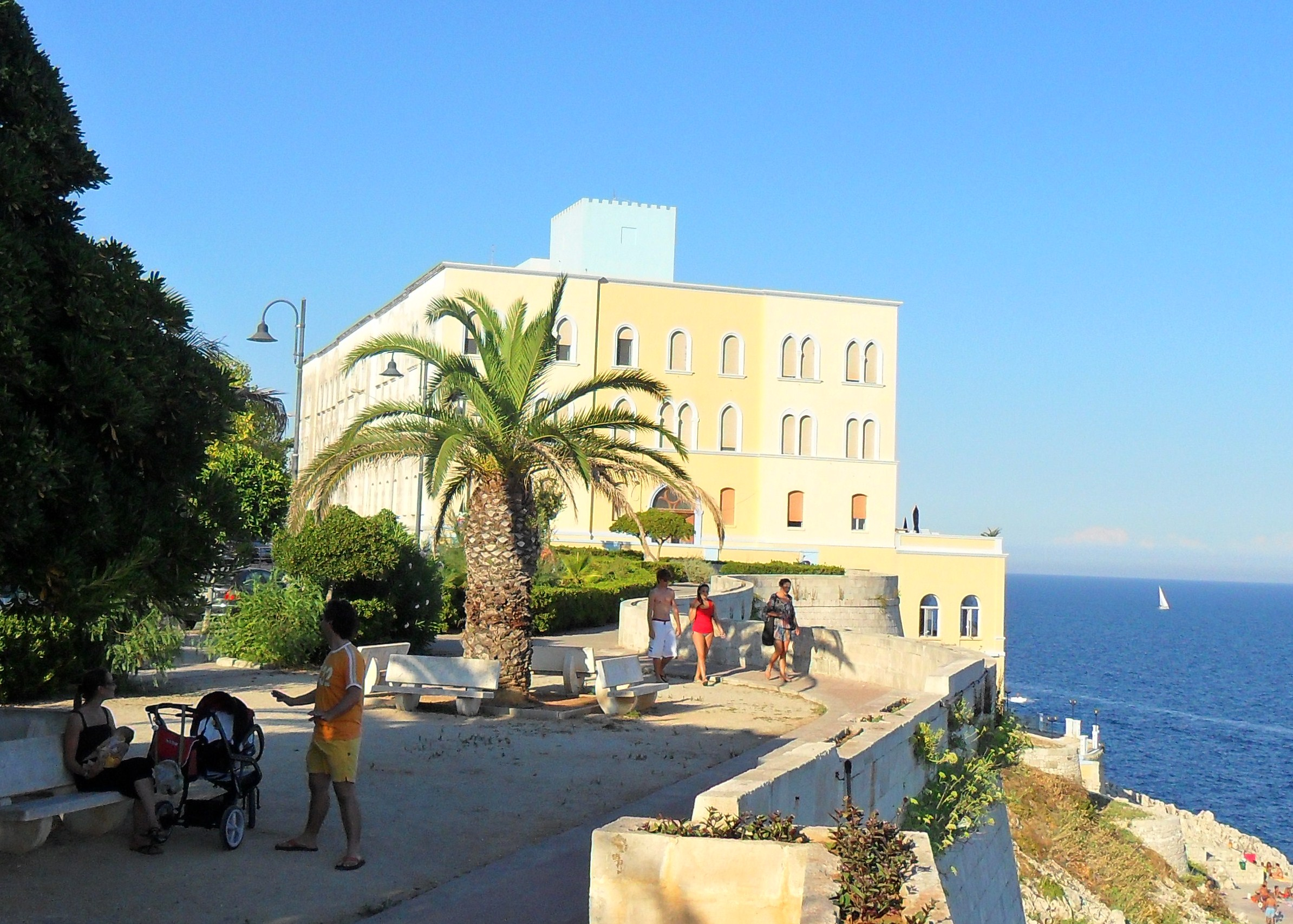
Palazzo Tamborino

L'imponente facciata si sviluppa armonicamente attraverso la sapiente disposizione di corpi aggettanti e spazi aperti, come la grande balaustra sorretta da archi su colonne. La torretta ottagonale e il terrazzo presentano un registro con motivi floreali che ne ingentiliscono l'aspetto severo. All'interno, un ingresso a pianta ottagonale introduce attraverso una scala al primo piano, dotato di ampie stanze voltate e decorate con stucchi. Attualmente la villa è adibita a struttura ricettiva.

#### Palazzo Tamborino
Noto anche come Palazzo Miramare, fu fatto costruire nei primi anni del XX secolo dal senatore Vincenzo Tamborino. Era destinato a locazione. È situato a picco sulla scogliera e possiede un accesso privato al mare.

### Architetture militari

#### Torri costiere

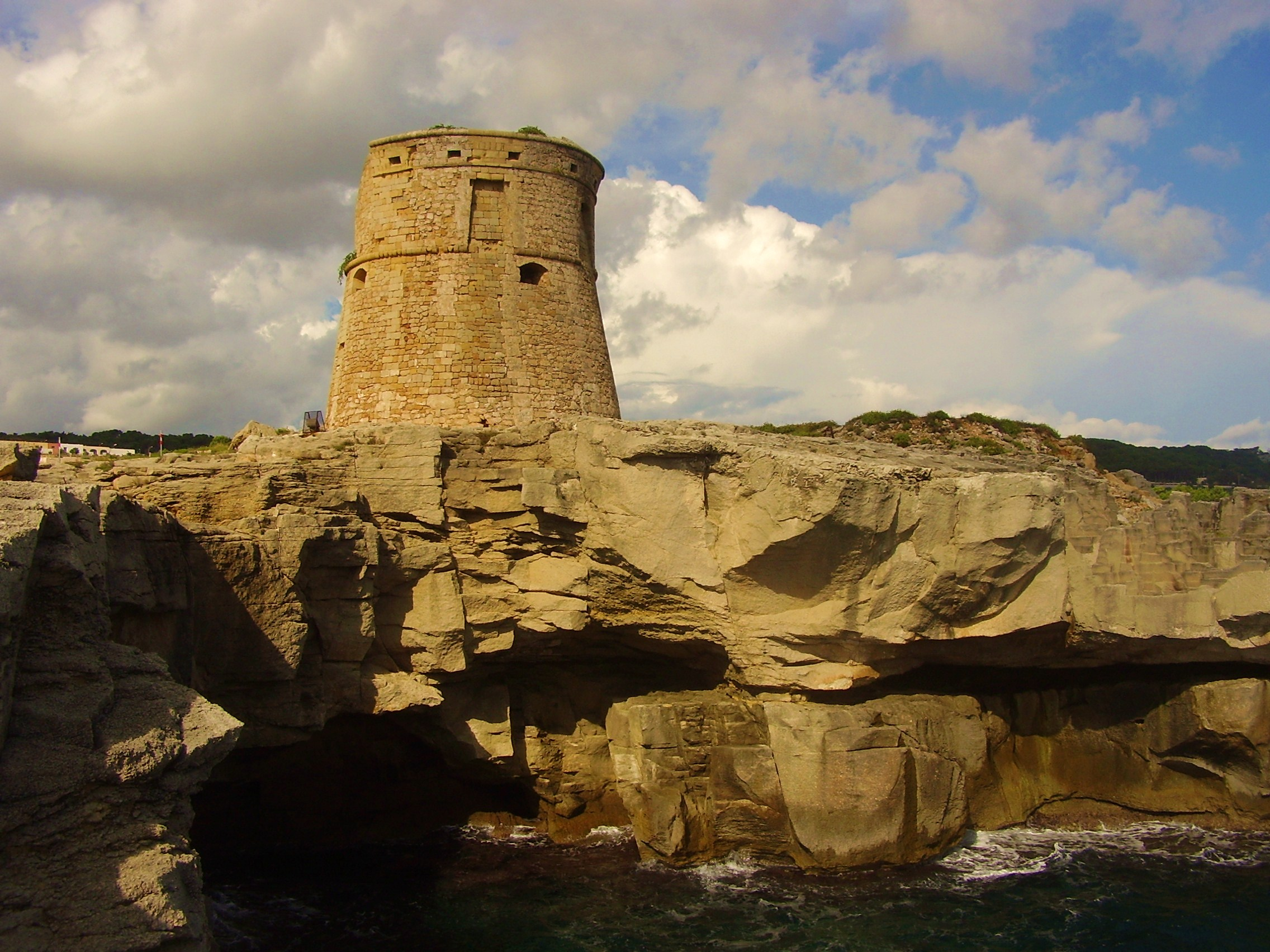
Torre Miggiano

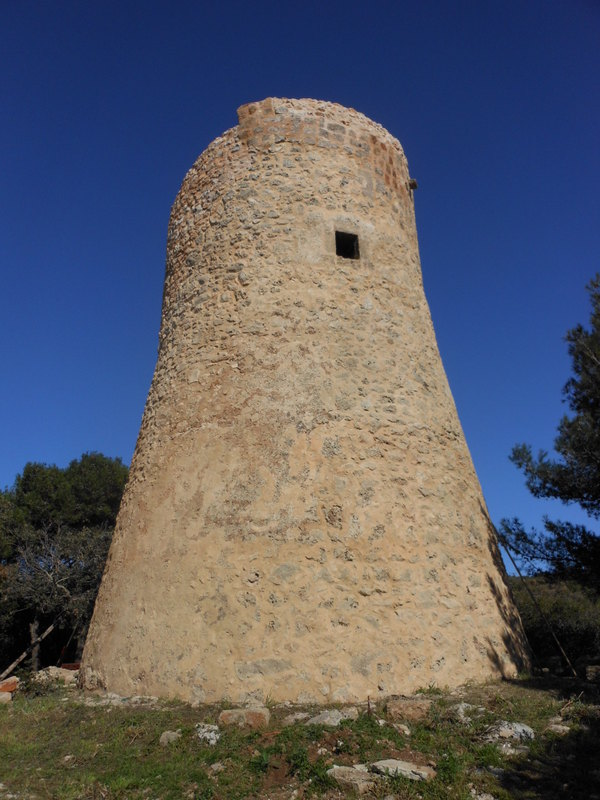
Torre Santa Cesarea

Le torri costiere, tutte costruite nel XVI secolo, furono volute da Carlo V per la difesa del territorio salentino dalle insidie provenienti dal mare. 
Preoccupazione questa che spinse i regnanti del tempo a fortificare le città e i castelli e a provvedere le coste di una serie ininterrotta di torri di avvistamento, per formare una linea telegrafica in grado di comunicare anche all'interno eventuali allarmi. Le torri costiere presenti nel territorio di Santa Cesarea Terme sono quattro :
- Torre Santa Cesarea
- Torre Miggiano
- Torre Specchia di Guardia
- Torre Minervino

### Aree naturali

#### Terme
Santa Cesarea Terme è sita su un lungo tratto di costa interessato dal fenomeno delle sorgenti termali. Le acque clorurate, solfuree e iodiche delle sorgenti di Santa Cesarea sgorgano a temperature variabili in quattro grotte naturali, comunicanti con il mare, denominate: Gattulla, Fetida, Sulfurea e Solfatara. Quando l'acqua delle grotte arriva negli stabilimenti viene sottoposta a un processo di eutermalizzazione, che la porta dai 30 °C originari ai 36-37 °C necessari per il suo utilizzo terapeutico. Il loro effetto benefico pare fosse noto fin da epoche remote presso gli abitanti della zona, ma la loro valorizzazione scientifica è databile alla fine dell'Ottocento e, soprattutto, ai primi del Novecento quando venne inaugurato lo stabilimento termale Gattulla (1910).
I bagni e i fanghi termali risultano particolarmente indicati per le patologie artroreumatiche, dermatologiche, delle vie respiratorie, postumi di traumi, nonché per le cure estetiche e antistress.

## Società

### Evoluzione demografica
Abitanti censiti

Censimento 2001:
- Cerfignano - 1 633 abitanti
- Vitigliano - 1 136 abitanti
- Santa Cesarea Terme - 313 abitanti
- Località Fraula - 9 abitanti
- Case sparse - 4 abitanti

### Etnie e minoranze straniere
Al 31 dicembre 2017 a Santa Cesarea Terme risultano residenti 166 cittadini stranieri. Le nazionalità principali sono:

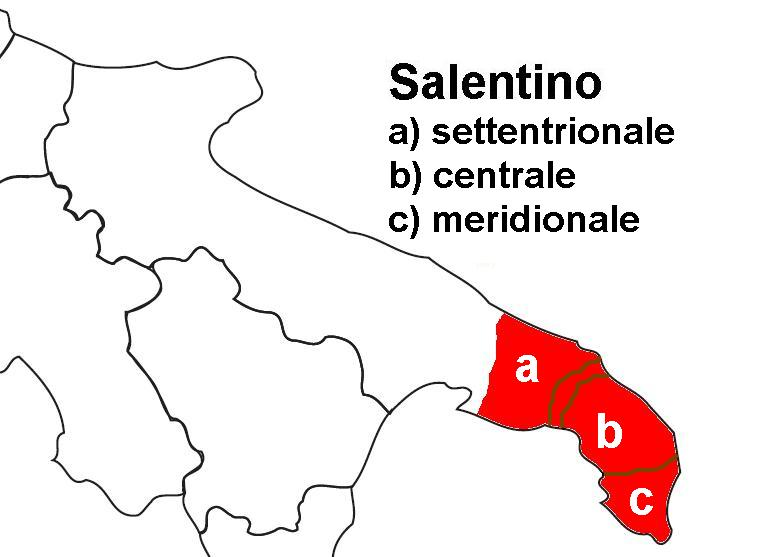
Diffusione del dialetto salentino

- Romania - 45

### Lingue e dialetti
Il dialetto parlato a Santa Cesarea Terme è il dialetto salentino nella sua variante meridionale. Il dialetto salentino, appartenente alla famiglia delle lingue romanze e classificato nel gruppo meridionale estremo, si presenta carico di influenze riconducibili alle dominazioni e ai popoli stabilitisi in questi territori nei secoli: messapi, greci, romani, bizantini, longobardi, normanni, albanesi, francesi, spagnoli.

### Religione
La maggior parte degli abitanti è di religione cattolica
Fa parte dell'arcidiocesi di Otranto.

## Cultura

### Istruzione

#### Scuole
Nel comune di Santa Cesarea Terme hanno sede due scuole dell'infanzia (Cerfignano e Vitigliano), due scuole primarie (Cerfignano e Vitigliano) e una scuola secondaria di 1º grado (Cerfignano) appartenenti all'Istituto Comprensivo Statale di Minervino di Lecce.
Esiste altresì una scuola alberghiera.

#### Musei

##### Museo del Mare
Allestito nei locali dell'ex convento dei Frati Minori, è articolato in tre sezioni che illustrano la vita del mare attraverso i reperti e le collezioni raccolte da Umberto Pessolano, Direttore scientifico del Museo e Leo Paiano, presidente dell'associazione "ECODIMARE", nel corso dei loro viaggi ed esplorazioni nel mondo. Il Museo del Mare ospita bivalvi, gasteropodi, cefalopodi, crostacei, echinodermi e poriferi che popolano non solo il mare Mediterraneo ma anche i mari esotici. È presente una collezione di attrezzature subacquee ed ingegni del mare che ricostruisce la storia della subacquea.

##### Museo degli Orologi delle Torri Civiche
Il museo ha sede in alcune sale del Palazzo Gargasole di Vitigliano. Voluto dall'amministrazione comunale, con il contributo del Programma LEADER + del GAL Capo Santa Maria di Leuca, ospita gli antichi orologi delle torri civiche dei tre centri del comune.
Le tre comunità ebbero infatti il proprio orologio civico fino agli anni novanta, quando vennero sostituiti da macchine più moderne. L'orologio di Vitigliano fu costruito dalla ditta Granaglia di Torino agli inizi del Novecento, mentre quello di Cerfignano è opera della Premiata Fabbrica di orologi di Fontana Cesare di Milano (datato 1911). L'orologio di Santa Cesarea risale presumibilmente al periodo 1945-1950, ma non è nota la ditta costruttrice. Custoditi per alcuni anni in un deposito comunale, sono stati recuperati da un artigiano orologiaio. Nell'atrio del Palazzo Gargasole è stata ricostruita una Torre dell'Orologio, che rende visibile la complessità dei meccanismi che sottendono al funzionamento del restaurato orologio di Santa Cesarea Terme. Negli altri ambienti del piano terra sono esposti gli orologi di Cerfignano e Vitigliano. In una delle sale viene proiettata la clip del tempo, un viaggio a ritroso in queste tre comunità del Salento. L'offerta culturale di Palazzo Gargasole si completa con la mostra permanente dei fossili. Tutti e due i musei e anche la biblioteca comunale sono, comunque, chiusi. Il Palazzo Gargasole è chiuso. 

## Geografia antropica

### Frazioni

#### Cerfignano
Cerfignano è il centro urbano più abitato del comune di Santa Cesarea Terme. Conta 1 800 abitanti ed è situato a 3 km dal capoluogo comunale in direzione nord. Fu comune autonomo fino al 1829, quando un regio decreto ne stabilisce l'unione in amministrazione comunale a Minervino di Lecce. Nel 1913 Cerfignano è distaccata da Minervino per formare, con Vitigliano e Marina di Santa Cesaria, il nuovo ente comunale.

#### Vitigliano
Vitigliano ha una popolazione di 1 136 abitanti ed è situato ad ovest del capoluogo comunale a 4 km di distanza. Le origini antichissime del centro sono testimoniate da un menhir e dal Cisternale, un monumento legato alle usanze del culto divino nel periodo della civiltà messapica. Vitigliano rimane comune autonomo fino al 1829, quando un Regio Decreto stabilì nuovi comuni nella zona. Per effetto di quel Regio Decreto, a partire dal primo gennaio 1830, il paese venne assegnato come frazione ad Ortelle fino al 1913.

#### Porto Miggiano

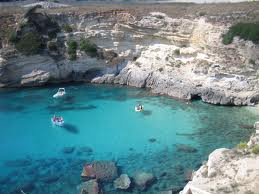
La baia di Porto Miggiano

Porto Miggiano è una località costiera a sud del centro abitato di Santa Cesarea Terme. Si tratta principalmente di una caletta rocciosa incastonata in un'insenatura caratterizzata da alte falesie calcaree. La costa è costellata da piccole grotte abitate sin dalla preistoria. Nella località è presente l'omonima torre cinquecentesca e un piccolo porticciolo turistico. Nel XVI secolo vi erano le cave di estrazione dei conci di carparo per la costruzione delle torri difensive.

## Economia
L'economia del comune di Santa Cesarea Terme è principalmente legata al turismo termale e balneare. Numerose sono le strutture ricettive presenti lungo la costa cesarina, camping attrezzati e discoteche che svolgono un richiamo prettamente estivo. Nelle frazioni, la cui economia è da sempre stata legata all'agricoltura e alla coltivazione dell'ulivo, si sono sviluppate di recente piccole attività legate al settore turistico e commerciale.

## Infrastrutture e trasporti

### Strade
I collegamenti stradali principali sono rappresentati da:
- Strada statale 16 Adriatica Lecce-Maglie
- Strada Provinciale 363 Maglie-Poggiardo-Santa Cesarea Terme

Il centro è anche raggiungibile dalle strade provinciali interne SP61 Cerfignano-Santa Cesarea Terme, SP259 Santa Cesarea Terme-Vignacastrisi, SP358 Strada litoranea Otranto-Santa Maria di Leuca.

## Amministrazione
Di seguito è presentata una tabella relativa alle amministrazioni che si sono succedute in questo comune.
| Periodo        | Periodo        | Primo cittadino        | Partito                     | Carica      | Note   |
| -------------- | -------------- | ---------------------- | --------------------------- | ----------- | ------ |
| 8 luglio 1985  | 24 maggio 1990 | Luigi Laggetto         | Democrazia Cristiana        | Sindaco     | [ 19 ] |
| 24 maggio 1990 | 24 aprile 1995 | Rocco Bleve            | Partito Socialista Italiano | Sindaco     | [ 19 ] |
| 24 aprile 1995 | 14 giugno 1999 | Florindo Pizzoleo      | centro                      | Sindaco     | [ 19 ] |
| 14 giugno 1999 | 17 maggio 2004 | Osvaldo Maiorano       | lista civica                | Sindaco     | [ 19 ] |
| 17 maggio 2004 | 13 giugno 2004 | Beatrice Agata Mariano |                             | Comm. pref. | [ 19 ] |
| 15 giugno 2004 | 5 ottobre 2007 | Osvaldo Maiorano       | lista civica                | Sindaco     | [ 19 ] |
| 5 ottobre 2007 | 15 aprile 2008 | Gaetano Tufariello     |                             | Comm. str.  | [ 19 ] |
| 15 aprile 2008 | 28 maggio 2013 | Daniele Cretì          | lista civica                | Sindaco     | [ 19 ] |
| 28 maggio 2013 | 10 giugno 2018 | Pasquale Bleve         | lista civica                | Sindaco     | [ 19 ] |
| 10 giugno 2018 | 15 maggio 2023 | Pasquale Bleve         | lista civica                | Sindaco     | [ 19 ] |
| 15 maggio 2023 | in carica      | Pasquale Bleve         | lista civica                | Sindaco     | [ 19 ] |

### Gemellaggi
- Vocha